# Nexus One
De Google Nexus One (of kortweg Nexus One) is de eerste smartphone van Google. Het toestel is gebouwd door de Taiwanese mobieletelefoonfabrikant HTC.
De Nexus One werkt met gsm-, umts-, hspa- en wifi-verbindingen en heeft een Bluetooth- en USB-poort. De smartphone draait op Googles mobiele besturingssysteem Android 2.1, maar is via een OTA-update te upgraden naar versie 2.2. Het heeft een aanraakscherm met een doorsnede van 9,4 cm en gebruikt een 1GHz-processor. Het toestel heeft verder nog een 5 megapixel-camera en ondersteunt mms. Het scherm kon in eerste instantie niet met twee vingers tegelijk worden bediend (Multi-touchscherm), maar later is deze functionaliteit middels een OTA-update toegevoegd.
Toen de telefoon voor het eerst uitkwam in Amerika was het de snelste mobiele telefoon op de markt.
Er waren destijds verwachtingen dat de smartphone van Google de eerste grote concurrent voor de iPhone zou worden. Hoewel de eerste recensies positief waren, werd Google de eerste weken na de eerste verkochte exemplaren overspoeld met klachten en vragen van kopers. Er waren vooral problemen met de 3G-verbinding van de smartphone.
Het toestel was in eerste instantie alleen verkrijgbaar in de Verenigde Staten. Dat kon in combinatie met een abonnement, maar tegen een hogere aanschafprijs was het toestel ook los te koop. In de loop van 2010 is het toestel ook te koop geworden in Europa en de Google Nexus One is sinds 10 juni 2010 in Nederland verkrijgbaar. Vodafone was de exclusieve aanbieder van de HTC Google Nexus One in Nederland.